# Mestral (Adelsgeschlecht)
Die de Mestral waren ein waadtländisches Adelsgeschlecht, dessen Name sich von dem Schloss Mont-le-Vieux in Essertines-sur-Rolle herleitet.
Obwohl zahlreiche Herrschaften im Zuge der Helvetischen Revolution von 1798 verloren, blieben sie Grossgrundbesitzer, jedoch bürgerliche, und verwalteten ihre Ländereien oder wandten sich freien Berufen zu.
Die de Mestral besassen ausserdem Schlösser, darunter das wohl bekannteste und noch heute in ihrem Besitz liegende Schloss Saint-Saphorin.

## Mitglieder (Auswahl)
- Armand François Louis de Mestral de Saint-Saphorin (1738–1805), Schweizer Diplomat und dänischer Gesandter in verschiedenen Ländern
- George de Mestral (de Saint-Saphorin, 1907–1990), Schweizer Gutsbesitzer und Ingenieur (Velcro)